# 賀若弼
賀若 弼（がじゃく ひつ、544年 - 607年）は、隋の武将。字は輔伯。本貫は代郡。河南郡洛陽県の出身。隋の文帝に仕え、南朝陳を滅ぼし、中国を再統一する功績を挙げたが、後に煬帝の政治を批判し誅殺された。

## 略歴
父の賀若敦は北周の武将として勇名があったが、舌禍がもとで権臣の宇文護に憎まれて自殺を命じられた。処刑の日、賀若敦は子の賀若弼に向かって「私は江南を平定したいと思っていたが、その思いを果たすことができなくなった。おまえは必ず私の遺志を成し遂げよ。それと私は舌禍によって死ぬことになった。ゆめゆめこのことを忘れるな」と遺言した上、賀若弼の舌を錐で突き刺し、口を慎むことを誓わせたという。賀若弼は若い頃から意気盛んで大志を抱き、弓馬に優れた上、多くの書を読み文章に巧みで、当時の人々の間で評判になった。斉王宇文憲は彼を招いて自らの記室参軍に任じた。程なくして当亭県公に封じられ、小内史に遷った。宣帝の時、韋孝寛とともに陳を攻め、多くの策を立案して数十の城を抜いた。寿州刺史となり、襄邑県公に改封された。随国公楊堅（後の隋の文帝）が丞相となり北周の実権を握ると、尉遅迥が鄴で反乱を起こしたが、楊堅は賀若弼も背くことを恐れ、長孫平を派遣して彼に替わらせようとした。賀若弼は交替を承知しなかったので捕らえられ、長安に送られた。
581年、楊堅は即位して隋を建国すると、江南の陳を平定して中国を統一したいと考えた。腹心の高熲に将帥の適任者を尋ねたところ、高熲は賀若弼を推薦した。賀若弼は呉州総管に任じられ、陳攻略の任務を委任された。589年、陳平定の兵が起こると、賀若弼は行軍総管となり、軍を率いて長江を渡り、陳の南徐州を攻略して刺史の黄恪を捕らえた。賀若弼の軍紀は厳粛で、わずかの略奪も許さず、民間人から酒を買ったものがあれば、すぐ斬刑に処したという。蒋山（紫禁山）の白土岡で魯広達・田瑞・蕭摩訶ら率いる陳の主力と戦い、これを大いに打ち破った。賀若弼が陳の首都建康に入城すると、すでに韓擒虎が入城して皇帝の後主を捕らえた後であった。賀若弼は韓擒虎に先を越されたことを激しく恨み、文帝の前で韓擒虎と功績を争った。文帝は2人をなだめ、賀若弼に上柱国を加え、宋国公に爵位を進め、様々な恩賞と後主の妹を側室に賜った。右領軍大将軍となり、すぐに右武候大将軍に転じた。
賀若弼は朝廷で自らの功名の右に出るものはいないと思い、常に宰相の地位につくことを自負していた。しかし592年、楊素が尚書右僕射となったのに対し、賀若弼は依然将軍の地位にとどめ置かれたままで、このことに不満を持ち、それを隠そうとしなかった。これにより官を免じられ、賀若弼はさらに不満を募らせた。数年後、獄に下されたが、なおも文帝に対して高熲・楊素をただ飯ぐらいだと批判した。公卿らが死罪を上奏したが、文帝は賀若弼の功績を惜しみ、庶民に落とすにとどめた。1年あまりでもとの爵位に戻された。文帝も賀若弼を煙たく思うようになり、重要な任務を与えることはなかったが、それでも宴席の場や功臣たちに恩賞を授けるときは、彼を厚く遇したという。
文帝の時代に突厥の使者が朝貢に来た際、文帝は使者に御前で弓を引くことを許し、使者は一発で的をとらえた。文帝は「賀若弼でなければこの者に対抗できない」と言って賀若弼に弓をとることを命じた。賀若弼は「臣がもし忠心高く報国する者であれば、一発で的に当たるだろう。もし、そうではないならば、射ても的に当たるまい」と言挙げした。弓を射ると一発で的に当たったので文帝は大変喜び、突厥の使者に「この者は天が私に与え賜うたのだ」と言った。
煬帝が皇太子であったころ、賀若弼に楊素・韓擒虎・史万歳の将帥としての優劣を問うたことがあった。賀若弼は「楊素は猛将だが謀将にあらず、韓擒虎は闘将だが領将にあらず、史万歳は騎将だが大将にあらず」と断じ、言外に大将と呼べるのは自分だけだと誇示した。煬帝が文帝の後を継いで即位すると、賀若弼はますます疎んじられるようになった。607年、煬帝は北方に巡行し、突厥の啓民可汗を招いて大いにもてなした。賀若弼はこれを奢侈が過ぎるとして、高熲・宇文㢸らと密かに議論して批判した。このことを上奏するものがいて、賀若弼は高熲らとともに朝政誹謗の罪で処刑された。享年64。

## 伝記資料
- 『隋書』巻52 列伝第17
- 『北史』巻68 列伝第56